# Orgnac-sur-Vézère
Orgnac-sur-Vézère is een gemeente in het Franse departement Corrèze (regio Nouvelle-Aquitaine) en telt 303 inwoners (2005). De plaats maakt deel uit van het arrondissement Brive-la-Gaillarde. Hier bevindt zich het kasteel van Comborn, zetel van het gelijknamige burggraafschap.

## Geografie
De oppervlakte van Orgnac-sur-Vézère bedraagt 19,0 km², de bevolkingsdichtheid is 15,9 inwoners per km².
De onderstaande kaart toont de ligging van Orgnac-sur-Vézère met de belangrijkste infrastructuur en aangrenzende gemeenten.

## Demografie
Onderstaande figuur toont het verloop van het inwonertal (bron: INSEE-tellingen).